# Western (Nebraska)
Western es una villa ubicada en el condado de Saline en el estado estadounidense de Nebraska. En el Censo de 2010 tenía una población de 235 habitantes y una densidad poblacional de 186,7 personas por km².

## Geografía
Western se encuentra ubicada en las coordenadas 40°23′35″N 97°11′54″O / 40.39306, -97.19833. Según la Oficina del Censo de los Estados Unidos, Western tiene una superficie total de 1.26 km², de la cual 1.26 km² corresponden a tierra firme y (0%) 0 km² es agua.

## Demografía
Según el censo de 2010, había 235 personas residiendo en Western. La densidad de población era de 186,7 hab./km². De los 235 habitantes, Western estaba compuesto por el 94.89% blancos, el 0% eran afroamericanos, el 0% eran amerindios, el 1.28% eran asiáticos, el 0% eran isleños del Pacífico, el 3.83% eran de otras razas y el 0% pertenecían a dos o más razas. Del total de la población el 4.68% eran hispanos o latinos de cualquier raza.